# 明通鑑
『明通鑑』（みんつがん）は、清の夏燮の著書。100巻。
夏燮は『明史』にゆがみがあることを不満に思い、司馬光の『資治通鑑』にならって編年体による『明通鑑』を編纂し、明代の政治・経済・軍事・外交・文化などの歴史を記述した。夏燮は明の歴史を三期に分けた。『明前紀』4巻では、1352年から1368年まで元の年号を用いて、朱元璋が郭子興の農民軍に加入して、陳友諒・張士誠を破って明朝建国までを述べている。『明紀』90巻では1368年から1644年まで、すなわち朱元璋が皇帝を称した時から、崇禎帝が自殺して呉三桂が清軍を引き入れた時までを述べている。『附編』6巻では1644年から1664年まで清の年号を用いて、南明の諸政権の抗清の歴史を描いている。著述されている期間は合わせて312年にわたる。
また夏燮は司馬光の『通鑑考異』にならって考異も著しており、本文の下に収められている。